# Puchar Świata w Kolarstwie Szosowym 1994
Puchar Świata w kolarstwie szosowym w sezonie 1994 to szósta edycja tej imprezy. Organizowany przez UCI, obejmował dziesięć wyścigów, z których wszystkie odbyły się w Europie. Pierwszy wyścig – Mediolan-San Remo – odbył się 19 marca, a ostatni – Giro di Lombardia – 8 października.
Trofeum sprzed roku bronił Włoch Maurizio Fondriest. Tym razem w klasyfikacji generalnej zwyciężył jego rodak Gianluca Bortolami. Najlepszym teamem ponownie okazał się włoski GB-MG Maglificio.

## Kalendarz
| Data  | Wyścig                      | Zwycięzca            | Drugi              | Trzeci              |
| ----- | --------------------------- | -------------------- | ------------------ | ------------------- |
| 19.03 | Mediolan-San Remo           | Giorgio Furlan       | Mario Cipollini    | Adriano Baffi       |
| 03.04 | Ronde van Vlaanderen        | Gianni Bugno         | Johan Museeuw      | Andrei Tchmil       |
| 10.04 | Paryż-Roubaix               | Andrei Tchmil        | Fabio Baldato      | Franco Ballerini    |
| 17.04 | Liège-Bastogne-Liège        | Jewgienij Bierzin    | Lance Armstrong    | Giorgio Furlan      |
| 23.04 | Amstel Gold Race            | Johan Museeuw        | Bruno Cenghialta   | Marco Saligari      |
| 06.08 | Clásica de San Sebastián    | Armand de Las Cuevas | Lance Armstrong    | Stefano Della Santa |
| 14.08 | Leeds International Classic | Gianluca Bortolami   | Wiaczesław Jekimow | Bo Hamburger        |
| 21.08 | Mistrzostwa Zurychu         | Gianluca Bortolami   | Johan Museeuw      | Maurizio Fondriest  |
| 02.10 | Paryż-Tours                 | Erik Zabel           | Gianluca Bortolami | Zbigniew Spruch     |
| 08.10 | Giro di Lombardia           | Władisław Bobrik     | Claudio Chiappucci | Pascal Richard      |

## Klasyfikacja indywidualna
| Lp. | Zawodnik           | Team                  | Punkty |
| --- | ------------------ | --------------------- | ------ |
| 1.  | Gianluca Bortolami | Mapei – Clas          | 151    |
| 2.  | Johan Museeuw      | GB – MG Maglificio    | 125    |
| 3.  | Andrei Tchmil      | Lotto                 | 115    |
| 4.  | Claudio Chiappucci | Carrera Jeans         | 89     |
| 5.  | Giorgio Furlan     | Gewiss – Ballan       | 87     |
| 6.  | Lance Armstrong    | Motorola              | 80     |
| 7.  | Gianni Bugno       | Polti                 | 63     |
| 8.  | Erik Zabel         | Telekom – Eddy Merckx | 50     |
| 8.  | Franco Ballerini   | Mapei – Clas          | 50     |
| 10. | Bruno Cenghialta   | Gewiss – Ballan       | 45     |

## Klasyfikacja drużynowa
| Lp. | Team             | Punkty |
| --- | ---------------- | ------ |
| 1.  | GB-MG Maglificio | 89     |
| 2.  | Motorola         | 53     |
| 3.  | Gewiss-Ballan    | 51     |
| 4.  | Mapei-Clas       | 45     |
| 5.  | TVM-Bison Kit    | 41     |